# Campanha balcânica de 1529
Após o ousado ataque de Fernando I à Hungria otomana, Solimão iniciou a campanha para conquistar a capital austríaca, Viena e assim, dar o golpe decisivo, que lhe permitiria consolidar seu domínio na Hungria.

## A marcha
A marcha de Solimão em direção a Viena foi também uma tentativa de socorrer seu vassalo, João Zápolya que havia conquistado o trono da Hungria. Solimão enviou seu exército de 120.000 homens em direção ao norte em 10 de maio de 1529. Sua campanha foi marcada pelo rápido sucesso - em 8 de setembro Buda rendeu-se aos otomanos e João Zápolya foi instalado como rei da Hungria. Solimão, em seguida, foi mais longe retomando Gran, Tata, Komárom e Raab, de modo que muitas das conquistas de Fernando I nos dois anos anteriores foram perdidas. Em 27 de setembro, Solimão chegou em Viena.

## Conseqüências
A presença maciça do sultão e seu exército na Europa Central causou muito pânico em toda a Europa - Martinho Lutero, que acreditava serem os turcos um castigo de Deus contra os pecados dos cristãos mudou de opinião e escreveu o livro a Guerra com os turcos em 1529 insistindo em que "o flagelo de Deus" deveria ser combatido com maior vigor. No entanto, quando Solimão iniciou o cerco de Viena revelou que este seria o seu primeiro e o mais decisivo erro.